# Richard Seebohm
Richard Seebohm (* 4. Juli 1871 in Pyrmont; † 15. August 1945 in Reher) war ein deutscher Verwaltungsjurist.

## Leben
Seebohm war ein Sohn des Geheimen Hofrats Adolph Seebohm. Er besuchte das Gymnasium in Hameln und studierte Jura an der Albert-Ludwigs-Universität Freiburg und der Friedrich-Wilhelms-Universität zu Berlin. 1890 wurde er im Corps Hasso-Borussia Freiburg recipiert. Im Sommer 1893 bestand er das Referendarexamen, 1899 das Assessorexamen. Er wurde Regierungsassessor und 1907 Regierungsrat beim Landratsamt im Kreis Neumarkt bei Breslau, später beim Polizeipräsidium in Berlin, bei der Regierung in Aurich und beim Oberpräsidium der Provinz Hannover. Am 1. Juli 1916 wurde er Landrat des Kreises Stadthagen. Im Frühjahr 1933 leitete er vorübergehend kommissarisch den Kreis Bückeburg, trat dann am 1. Oktober 1936 in den Ruhestand. Während des Zweiten Weltkriegs vertrat er zeitweilig die Landräte in Hameln und Rinteln sowie zuletzt bis 1945 den Bürgermeister von Bad Pyrmont.